# Jinan-dong
Jinan-dong (koreanska: 진안동) är en stadsdel i kommunen Hwaseong i provinsen Gyeonggi i den nordvästra delen av Sydkorea,  40 km söder om huvudstaden Seoul.